# Переямпіль
Перея́мпіль — село в Гайворонській громаді Голованівського району Кіровоградської області України. Населення становить 25 осіб.

## Населення
Згідно з переписом УРСР 1989 року чисельність наявного населення села становила 38 осіб, з яких 19 чоловіків та 19 жінок.
За переписом населення України 2001 року в селі мешкало 25 осіб. 100 % населення вказало своєю рідною мовою українську мову.